# ریچارد داوسون (زاده۱۹۶۰)
ریچارد داوسون (انگلیسی: Richard Dawson؛ زادهٔ ۱۹ ژانویهٔ ۱۹۶۰) بازیکن فوتبال اهل بریتانیا است.
از باشگاه‌هایی که در آن بازی کرده‌است می‌توان به باشگاه فوتبال دونکستر راورز، باشگاه فوتبال روترهام یونایتد، باشگاه فوتبال چسترفیلد، باشگاه فوتبال ماتلوک تاون، باشگاه فوتبال گینزبورو ترینیتی، باشگاه فوتبال کترینگ تاون، و باشگاه فوتبال بوستون یونایتد اشاره کرد.